# José Fidalgo
José Fidalgo (* 5. August 1979 in Lissabon) ist ein portugiesischer Filmschauspieler und ein Model.

## Leben
Fidalgo war ein erfolgreiches Model, als er ab 2000 begann, in Kindersendungen für das Fernsehen als Moderator aufzutreten. Als Schauspieler bekannt wurde er einem breiteren Publikum erstmals mit seiner Mitwirkung in der Telenovela O Olhar da Serpente des Privatsenders SIC.
2003 spielte er erstmals in einer portugiesischen Kinoproduktion, in José Fonseca e Costas Film O Fascínio. Es folgten danach weitere Filmrollen in Kurz- und Kinofilmen, gelegentlich auch internationale Produktionen. Für einige Rollen war er für portugiesische Filmpreise nominiert.
Seine Engagements in Telenovelas und Fernsehserien vor allem der Privatsender SIC und TVI, gelegentlich aber auch des öffentlich-rechtlichen Senders RTP1 und der brasilianischen TV Globo, machten ihn zu einer bekannten Persönlichkeit. Öffentliche Auftritte, aber auch seine Beziehungen oder die kosmetische Operation seiner Nase 2022 brachten ihn seither immer wieder auch in Klatschspalten und Gesellschaftsmagazine.
Fidalgo hat einen Sohn (Lourenço, * 2010) aus erster Ehe mit der Unternehmerin Fernanda Marinho und eine Tochter (Maria, * 2014) aus einer kürzeren Beziehung zur Architektin Nádia Nóvoa. Auch seine Beziehung von 2014 bis 2016 zur bekannten Ernährungsberaterin Ana Bravo wurde bekannt.
Seit 2017 ist er Botschafter der UN-Initiative für Männer als solidarische Unterstützer für mehr Frauenrechte, HeForShe.

## Filmografie
- 2002–2003: O Olhar da Serpente (Telenovela)
- 2003: Ana e os Sete (Jugendserie)
- 2003: O Fascínio; Regie: José Fonseca e Costa
- 2003–2004: Queridas Feras (Telenovela)
- 2004: Maré Alta (Comedyserie, zwei Folgen)
- 2004: Inspector Max (Fernsehserie eine Folge)
- 2005: Anita na Praia (Kurzfilm); Regie: Anabela Teixeira
- 2005: Joseph (Fernsehfilm); Regie: Marc Angelo
- 2005: Pedro e Inês (Fernsehserie)
- 2005: Ninguém Como Tu (Telenovela)
- 2006–2007: Tempo de Viver (Telenovela)
- 2007: Heartango (Kurzfilm); Regie: Gabriele Muccino
- 2007–2008: Fascínios (Telenovela)
- 2008: Casos da Vida (Fernsehserie, eine Folge)
- 2008: Fumo Negro (Kurzfilm); Regie: Miguel Sanches Cunha
- 2008: Amália; R: Carlos Coelho da Silva
- 2009–2010: Perfeito Coração (Telenovela)
- 2010: Laços de Sangue (Telenovela, eine Folge)
- 2010: Marginais; R: Hugo Diogo
- 2010: Revue (Kurzfilm); R: Astrid Menzel
- 2010: Espelho (Kurzfilm); R: Hélio Félix
- 2011: Maternidade (Arztserie)
- 2011: Milagre (Kurzfilm); Regie: Amadeu Pena da Silva
- 2011: Linhas de Sangue (Kurzfilm); Regie: Sérgio Graciano, Manuel Pureza
- 2011: Encantado por te Ver (Kurzfilm); Regie: João de Goes
- 2011–2012: Rosa Fogo (Telenovela)
- 2012: Laboratório (Kurzfilm); Regie: Nuno Vieira
- 2012–2013: Dancin' Days (Telenovela)
- 2013: Njinga Rainha de Angola; Regie: Sérgio Graciano (2015 auch Fernsehmehrteiler)
- 2014–2015: Mar Salgado (Telenovela)
- 2015: Turp (Kurzfilm); Regie: Liliana Gonçalves, Francisco Neves
- 2016–2017: Amor Maior (Telenovela)
- 2018: Deus Salve o Rei (Telenovela)
- 2018: Leviano; Regie: Justin Amorim
- 2018: Linhas de Sangue; Regie: Sérgio Graciano, Manuel Pureza
- 2018–2019: Alma e Coração (Telenovela)
- 2019: Um Desejo de Natal (Fernsehfilm); Regie: Patrícia Sequeira
- 2020: A Generala (Fernsehserie)
- 2020–2021: Crónica dos Bons Malandros (Fernsehserie)
- 2021: O Sítio da Mulher Morta (Fernsehfilm); Regie: José Carlos de Oliveira
- 2021: Amor Amor (Telenovela)
- 2021: Auga Seca (Fernsehserie)
- 2022: Km 224; Regie: António-Pedro Vasconcelos
- 2022: O Corpo Aberto; Regie: Angeles Huerta
- 2022: Lost in Fuseta – Ein Krimi aus Portugal (Fernsehfilm, zwei Teile); R: Florian Baxmeyer